# Championnat d'Irlande de football 2012
Navigation
Édition précédente Édition suivante
La saison 2012 du Championnat d'Irlande de football est la 92e saison du championnat, la cinquième dans sa nouvelle formule. Ce championnat se compose de deux divisions, la Premier Division, le plus haut niveau, la First Division, l’équivalent d’une deuxième division.
Les Shamrock Rovers  sont les doubles tenants du titre après leurs succès acquis en 2010 et 2011.
Le Sligo Rovers Football Club est champion d'Irlande. Le titre est assuré lors de la 31e journée avec une victoire sur St. Patrick's Athletic FC alors deuxième du championnat. C'est la troisième victoire de Sligo dans le championnat après 1937 et 1977. Ce titre consacre la montée en puissance du club depuis trois ans avec trois coupes remportées, la Coupe de la Ligue en 2010 et deux Coupes d'Irlande en 2010 et 2011.
Limerick Football Club remporte la First Division et intègre directement la Premier Division pour la saison 2013. Limerick n'avait plus été dans l'élite irlandaise depuis la saison 1993-1994.
Monaghan United qui a déclaré forfait en juin 2012 est retiré du classement et abandonne le football professionnel. Le barrage de relégation oppose Dundalk FC avant-dernier de Premier league et Waterford United vainqueur du barrage de first League. Dundalk l'emporte et se maintient dans l'élite irlandaise pour la saison 2013.
| \| Dublin: · Premier Div.: · Bohemian · Shamrock · St Pat's · Shelbourne FC · UCD Drogheda United Dublin Dundalk FC Sligo Rovers Bray Wanderers Derry City FC Cork City FC Monaghan United Galway · Mervue United · SD Galway Athlone Town Finn Harps Limerick FC Longford Town Waterford United Wexford Youths FC \| Localisation des clubs engagés dans le championnat. |
| Dublin: · Premier Div.: · Bohemian · Shamrock · St Pat's · Shelbourne FC · UCD Drogheda United Dublin Dundalk FC Sligo Rovers Bray Wanderers Derry City FC Cork City FC Monaghan United Galway · Mervue United · SD Galway Athlone Town Finn Harps Limerick FC Longford Town Waterford United Wexford Youths FC                                                           |

## Les changements depuis la saison précédente

### Promotions et relégations
Au terme de la saison 2011 la compétition change quelque peu son organisation. La Premier Division passe de dix à douze équipes. 
Le Galway United Football Club est rétrogradé en First Division parce qu’il a terminé à la dernière place et qu’ensuite il a été battu lors du match de barrage par le Monaghan United Football Club. Ce dernier rejoint donc les clubs de Cork City Football Club champion de la First Division et le Shelbourne Football Club, deuxième de cette même division, dans l’élite irlandaise.

### Organisation
La formule d'organisation du championnat est annoncée le 24 novembre 2011. La Premier division se compose de 12 équipes. L'équipe classée à la dernière place est automatiquement reléguée en First division et remplacée par le vainqueur de cette compétition. L'équipe classée à la 11e place de Premier division dispute un match de barrage contre l'équipe vainqueur du barrage de First division qui oppose les équipes classées aux deuxième et troisième places.
Avec l'abolition du A Championship au terme de la saison 2011, les équipes qui disputaient cette compétition ont été invitées à proposer un dossier de demande d'admission au championnat d'Irlande. Ces équipes sont Cobh Ramblers FC, FC Carlow et Tralee Dynamos. 
Galway United qui vient de descendre en first Division est lui en très grand difficulté financière. Le 22 décembre 2011, le club annonce qu'il ne sollicitera pas une nouvelle licence pour la saison 2012. Le club annonce dans le même temps vouloir demander une nouvelle licence mais uniquement pour la saison 2013. Une association de supporters Galway United Supporters Trust FC tente de sauver le club et pourrait présenter un dossier de candidature pour disputer la deuxième division.
Le 26 janvier 2012, la fédération irlandaise annonce avoir reçu deux dossiers de candidature : ceux de Cobh et de Tralee. Ils ne seront étudiés que si la huitième place dans le championnat se libère dans le cas où le dossier de Galway se trouve dans l'impasse. Le dossier du Galway United Supporters Trust FC est lui aussi rejeté. La First Division est donc limitée à 8 clubs. Le Salthill Devon Football Club s'est inscrit dans la compétition sous le nom de SD Galway et a choisi de disputer ses matchs à domicile au Terryland Park qui était jusque-là le terrain du Galway United.
Le 15 février 2012, la commission indépendante des licences publie son rapport et invalide de façon définitive les dossiers de Cobh et de Tralee.
La fédération a un dernier dossier à régler : la participation du Derry City Football Club à la Ligue Europa 2012-2013. Au terme de la saison 2011 le club de Derry a gagné le droit à disputer cette compétition en terminant à la troisième place du championnat. Mais une règle de l'UEFA impose qu'un club ne peut participer aux compétitions européennes que s'il a plus de trois ans d'ancienneté. Or Derry a été rétrogradé et la société qui le gère dissoute au terme de la saison 2009. La nouvelle entité administrative du club a donc à peine plus de deux ans au moment de la qualification à la Ligue Europa. La fédération a donc demandé une dérogation à l'UEFA. En cas de refus de l'organisation européenne, la place européenne serait confiée au Bohemian Football Club. Le 22 février 2012, l'UEFA rend sa décision. L'organisation reste inflexible quant à son règlement et interdit à Derry de participer à la Ligue Europa. La fédération désigne donc le Bohemian FC pour la compétition européenne.

## Les 22 clubs participants
| Équipe                                              | Ville    | Manager                       | Stade              | Capacité | Fondation |
| --------------------------------------------------- | -------- | ----------------------------- | ------------------ | -------- | --------- |
| Bohemian Football Club                              | Dublin   | Aaron Callaghan               | Dalymount Park     | 7 955    | 1890      |
| Bray Wanderers Association Football Club            | Bray     | Pat Devlin                    | Carlisle Grounds   | 3 250    | 1942      |
| Cork City Football Club                             | Cork     | Tommy Dunne                   | Turners Cross      | 7 485    | 1984      |
| Derry City Football Club                            | Derry    | Declan Devine                 | Brandywell Stadium | 8 200    | 1928      |
| Drogheda United Football Club                       | Drogheda | Mick Cooke                    | United Park        | 2 000    | 1975      |
| Dundalk Football Club                               | Dundalk  | Sean McCaffrey                | Oriel Park         | 6 000    | 1903      |
| Monaghan United Football Club                       | Monaghan | Roddy Collins                 | Gortakeegan        | 3 000    | 1979      |
| Shamrock Rovers Football Club                       | Dublin   | Stephen Kenny puis Brian Laws | Tallaght Stadium   | 5 700    | 1901      |
| Shelbourne Football Club                            | Dublin   | Alan Mathews                  | Tolka Park         | 9 680    | 1895      |
| Sligo Rovers Football Club                          | Sligo    | Ian Baraclough                | The Showgrounds    | 5 500    | 1928      |
| St. Patrick's Athletic Football Club                | Dublin   | Liam Buckley                  | Richmond Park      | 5 340    | 1929      |
| University College Dublin Association Football Club | Dublin   | Martin Russell                | UCD Bowl           | 3 000    | 1895      |

| Équipe                         | Ville      | Manager | Stade               | Capacité | Fondation |
| ------------------------------ | ---------- | ------- | ------------------- | -------- | --------- |
| Athlone Town Football Club     | Athlone    |         | Lissywoolen Stadium | 5 000    | 1887      |
| Finn Harps Football Club       | Ballybofey |         | Finn Park           | 7 500    | 1954      |
| Limerick Football Club         | Limerick   |         | Jackman Park        | 3 000    | 2007      |
| Longford Town Football Club    | Longford   |         | Flancare Park       | 6 850    | 1924      |
| Mervue United Football Club    | Galway     |         | Terryland Park      | 6 500    | 1960      |
| Salthill Devon Football Club   | Galway     |         | Drom                | 2 000    | 1977      |
| Waterford United Football Club | Waterford  |         | RSC                 | 3 100    | 1930      |
| Wexford Youths Football Club   | Crossabeg  |         | Ferrycarraig Park   | 2 500    | 2007      |

## Compétition

### La pré-saison
L'intersaison est marquée par plusieurs transferts importants. L'entraîneur double champion d'Irlande, Michael O'Neill quitte les Shamrock Rovers pour prendre en mai l'équipe nationale d'Irlande du Nord. Il est remplacé par l'entraîneur de Derry City FC Stephen Kenny. Le club de Derry perd un autre point essentiel de l'équipe avec le transfert vers le club Iranien de Persépolis Téhéran Football Club du meilleur buteur de la saison 2011 Éamon Zayed. Paul Cook, l'entraîneur qui a emmené Sligo Rovers sur le podium du championnat et à la victoire en Coupe d'Irlande quitte l'Irlande pour prendre en main le club anglais d'Accrington Stanley, club qu'il avait fréquenté en tant que joueur.
Au rayon des arrivées, deux arrivées porteuses d'espoirs : Shane O'Connor international irlandais des moins de 21 ans qui vient relancer sa carrière à Cork, sa ville natale, après avoir peiné à trouver sa place en deuxième division anglaise dans le club d'Ipswich Town et Kerrea Gilbert qui vient de Yeovil Town pour renforcer la défense des Shamrock Rovers.

### Les moments forts de la saison
La compétition marque une pause entre le 1er juin et le 21 juin, période pendant laquelle l'équipe nationale participe à l'Euro 2012.
Le 18 juin 2012, Monaghan United annonce son retrait de la compétition. Ce retrait intervient à la grande surprise des acteurs du championnat car aucune négociation n'avait eu lieu entre le club et la fédération irlandaise. Conformément au règlement, les résultats de Monaghan United sont complètement annulés et un nouveau classement général du championnat est édité.
Le 17 septembre 2012, le champion en titre, les Shamrock Rovers changent d'entraîneur. Stephen Kenny, mis à pied la semaine précédente pour résultats insuffisants, est remplacé par l'anglais Brian Laws qui prend le titre de directeur du football.
Le 13 octobre 2012, lors de la 31e journée du championnat, en battant aux Showgrounds le St. Patrick's Athletic Football Club alors deuxième sur le score de 3 buts à 2, le Sligo Rovers Football Club s'adjuge son troisième titre de champion d'Irlande.

## Premier Division

### Classement
| Rang | Équipe                    | Pts | J  | G  | N  | P  | Bp | Bc | Diff |
| ---- | ------------------------- | --- | -- | -- | -- | -- | -- | -- | ---- |
| 1    | Sligo Rovers              | 61  | 30 | 17 | 10 | 3  | 53 | 23 | +30  |
| 2    | Drogheda United CL        | 57  | 30 | 17 | 6  | 7  | 51 | 36 | +15  |
| 3    | St. Patrick's Athletic FC | 55  | 30 | 15 | 10 | 5  | 44 | 22 | +22  |
| 4    | Shamrock Rovers FC T      | 52  | 30 | 14 | 10 | 6  | 56 | 37 | +19  |
| 5    | Derry City FC C           | 39  | 30 | 11 | 6  | 13 | 36 | 36 | 0    |
| 6    | Cork City FC P            | 36  | 30 | 8  | 12 | 10 | 38 | 36 | +2   |
| 7    | Bohemian FC               | 36  | 30 | 9  | 9  | 19 | 35 | 38 | -3   |
| 8    | Shelbourne FC P           | 35  | 30 | 9  | 8  | 13 | 35 | 43 | -8   |
| 9    | UCD                       | 31  | 30 | 8  | 7  | 15 | 32 | 48 | -16  |
| 10   | Bray Wanderers            | 25  | 30 | 5  | 10 | 15 | 33 | 54 | -21  |
| 11   | Dundalk FC                | 20  | 30 | 4  | 8  | 18 | 23 | 63 | -40  |
| 12   | Monaghan United P         | 0   | 0  | 0  | 0  | 0  | 0  | 0  | 0    |

| Légende : Qualifications et relégations | Légende : Qualifications et relégations                                                                            |
| --------------------------------------- | --- |
|                                         | Champion d'Irlande et Ligue des Champions 2013-2014, deuxième tour de qualification                                |
|                                         | Ligue Europa 2013-2014, premier tour de qualification                                                              |
|                                         | Barrage de relégation en deuxième division                                                                         |
|                                         | relégation en deuxième division                                                                                    |
|                                         | T : Tenant du titre P : Promu C : Vainqueur de la Coupe d'Irlande 2012 CL : Vainqueur de la Coupe de la Ligue 2012 |

Le classement prend en compte le retrait du Monaghan United après la 14e journée du championnat.

### Résultats
| Résultats (▼dom., ►ext.)                                   | BOH | BRA | COR | DER | DRO | DUN | MON | SHA | SLI | PAT | SHB | UCD |
| Bohemian FC                                                |     | 0-0 | 1-0 | 1-2 | 1-1 | 2-1 |     | 4-0 | 0-0 | 0-0 | 0-2 | 1-0 |
| Bray Wanderers                                             | 2-1 |     | 0-3 | 0-4 | 1-1 | 2-4 |     | 2-2 | 1-2 | 3-3 | 2-3 | 3-1 |
| Cork City FC                                               | 1-1 | 1-1 |     | 2-2 | 2-3 | 3-2 |     | 1-1 | 0-1 | 0-1 | 0-0 | 4-2 |
| Derry City FC                                              | 1-0 | 3-2 | 2-0 |     | 0-3 | 1-2 |     | 0-1 | 1-2 | 0-2 | 0-1 | 0-0 |
| Drogheda United                                            | 1-0 | 3-1 | 1-1 | 2-0 |     | 0-0 |     | 1-2 | 1-2 | 0-0 | 3-1 | 1-0 |
| Dundalk FC                                                 | 0-2 | 0-2 | 1-1 | 1-1 | 1-2 |     |     | 1-1 | 1-2 | 0-2 | 0-0 | 2-1 |
| Monaghan United                                            |     |     |     |     |     |     |     |     |     |     |     |     |
| Shamrock Rovers                                            | 2-0 | 0-0 | 1-1 | 1-1 | 3-1 | 6-0 |     |     | 1-1 | 1-1 | 4-0 | 2-2 |
| Sligo Rovers                                               | 1-0 | 1-1 | 2-2 | 1-1 | 4-1 | 3-0 |     | 3-0 |     | 1-1 | 3-0 | 2-1 |
| St. Patrick's Athletic FC                                  | 2-1 | 1-0 | 0-0 | 3-0 | 0-2 | 1-2 |     | 5-1 | 0-0 |     | 1-0 | 2-0 |
| Shelbourne FC                                              | 1-2 | 2-1 | 1-2 | 1-0 | 1-2 | 4-0 |     | 2-3 | 1-1 | 1-1 |     | 1-2 |
| UC Dublin                                                  | 1-2 | 2-3 | 1-0 | 0-1 | 1-1 | 1-1 |     | 0-2 | 1-0 | 1-1 | 0-2 |     |
| - Victoire à domicile - Match nul - Victoire à l'extérieur |     |     |     |     |     |     |     |     |     |     |     |     |

| Résultats (▼dom., ►ext.)                                   | BOH | BRA | COR | DER | DRO | DUN | SHA | SLI | PAT | SHB | UCD |
| Bohemian FC                                                |     |     | 1-1 |     | 1-4 |     | 1-3 |     | 2-3 | 2-2 |     |
| Bray Wanderers                                             | 1-4 |     |     | 0-0 | 1-3 |     |     | 0-0 |     |     |     |
| Cork City FC                                               |     | 2-0 |     |     | 3-2 | 3-0 | 1-2 | 0-0 |     |     |     |
| Derry City FC                                              | 2-0 |     | 0-1 |     |     | 4-0 |     |     | 2-1 |     | 1-2 |
| Drogheda United                                            |     |     |     | 2-1 |     | 3-2 | 0-2 | 2-1 | 0-0 | 2-1 |     |
| Dundalk FC                                                 | 2-2 | 2-1 |     |     |     |     |     |     | 0-1 | 0-1 | 1-2 |
| Shamrock Rovers                                            | 0-1 |     |     | 1-3 |     | 7-0 |     |     |     | 2-2 | 2-1 |
| Sligo Rovers                                               | 3-1 |     |     | 4-1 |     | 3-0 | 0-2 |     | 3-2 |     | 3-0 |
| St. Patrick's Athletic FC                                  |     | 0-1 | 1-0 |     |     |     | 2-0 |     |     |     | 5-0 |
| Shelbourne FC                                              |     | 0-0 | 3-2 | 0-2 |     |     |     | 1-3 | 0-2 |     |     |
| UC Dublin                                                  | 2-2 | 3-1 | 3-1 |     | 1-0 |     |     |     |     | 1-1 |     |
| - Victoire à domicile - Match nul - Victoire à l'extérieur |     |     |     |     |     |     |     |     |     |     |     |

### Leader journée par journée
- Sha = Shamrock Rovers
- Der = Derry City FC
- Sli = Sligo Rovers

### Évolution du classement
| Club                      | 1  | 2  | 3  | 4  | 5  | 6  | 7  | 8  | 9  | 10 | 11 | 12 | 13 | 14 | 15 | 16 | 17 | 18 | 19 | 20 | 21 | 22 | 23 | 24 | 25 | 26 | 27 | 28 | 29 | 30 | 31 | 32 | 33 | nombre de journées en tête | nombre de journées relégable |
| ------------------------- | -- | -- | -- | -- | -- | -- | -- | -- | -- | -- | -- | -- | -- | -- | -- | -- | -- | -- | -- | -- | -- | -- | -- | -- | -- | -- | -- | -- | -- | -- | -- | -- | -- | -------------------------- | ---------------------------- |
| Shamrock Rovers           | 1  | 2  | 1  | 1  | 1  | 2  | 2  | 2  | 2  | 3  | 3  | 3  | 2  | 3  | 3  | 4  | 4  | 4  | 4  | 4  | 4  | 4  | 4  | 4  | 4  | 4  | 4  | 4  | 4  | 4  | 4  | 4  | 4  | 0                          |                              |
| Sligo Rovers              | 6  | 4  | 4  | 2  | 2  | 1  | 1  | 1  | 1  | 1  | 1  | 1  | 1  | 1  | 1  | 1  | 1  | 1  | 1  | 1  | 1  | 1  | 1  | 1  | 1  | 1  | 1  | 1  | 1  | 1  | 1  | 1  | 1  | 28                         | 0                            |
| Derry City FC             | 3  | 1  | 5  | 3  | 4  | 5  | 6  | 6  | 5  | 6  | 6  | 5  | 4  | 5  | 5  | 5  | 5  | 7  | 6  | 7  | 7  | 7  | 5  | 5  | 5  | 5  | 7  | 7  | 8  | 6  | 5  | 5  | 5  | 1                          | 0                            |
| St. Patrick's Athletic FC | 4  | 3  | 3  | 4  | 5  | 4  | 4  | 4  | 4  | 2  | 2  | 2  | 3  | 2  | 2  | 2  | 2  | 3  | 3  | 3  | 3  | 3  | 3  | 3  | 3  | 3  | 3  | 2  | 2  | 2  | 2  | 3  | 3  | 0                          | 0                            |
| Bohemian FC               | 10 | 11 | 12 | 12 | 12 | 9  | 8  | 9  | 7  | 9  | 9  | 9  | 9  | 9  | 8  | 7  | 8  | 6  | 7  | 5  | 5  | 5  | 6  | 6  | 6  | 7  | 5  | 5  | 6  | 7  | 8  | 7  | 7  | 0                          | 3                            |
| Bray Wanderers            | 11 | 12 | 8  | 9  | 9  | 10 | 11 | 11 | 11 | 8  | 7  | 8  | 8  | 7  | 9  | 9  | 9  | 9  | 9  | 9  | 9  | 9  | 9  | 9  | 9  | 10 | 10 | 10 | 10 | 10 | 10 | 10 | 10 | 0                          | 1                            |
| Dundalk FC                | 8  | 9  | 10 | 7  | 8  | 8  | 9  | 7  | 8  | 11 | 11 | 11 | 11 | 11 | 10 | 10 | 10 | 10 | 10 | 10 | 10 | 10 | 11 | 11 | 11 | 11 | 11 | 11 | 11 | 11 | 11 | 11 | 11 | 0                          | 0                            |
| UC Dublin                 | 2  | 7  | 7  | 8  | 7  | 7  | 7  | 8  | 10 | 10 | 10 | 10 | 10 | 10 | 11 | 11 | 11 | 11 | 11 | 11 | 11 | 11 | 10 | 10 | 10 | 9  | 9  | 9  | 9  | 9  | 9  | 9  | 9  | 0                          | 0                            |
| Drogheda United           | 9  | 6  | 6  | 5  | 3  | 3  | 3  | 3  | 3  | 4  | 4  | 4  | 5  | 4  | 4  | 3  | 3  | 2  | 2  | 2  | 2  | 2  | 2  | 2  | 2  | 2  | 2  | 3  | 3  | 3  | 3  | 2  | 2  | 0                          | 0                            |
| Cork City FC              | 12 | 10 | 11 | 11 | 11 | 12 | 10 | 10 | 9  | 7  | 8  | 7  | 7  | 8  | 7  | 6  | 7  | 8  | 8  | 8  | 8  | 8  | 8  | 8  | 8  | 6  | 5  | 5  | 5  | 5  | 7  | 6  | 6  | 0                          | 2                            |
| Shelbourne FC             | 5  | 4  | 2  | 6  | 6  | 6  | 5  | 5  | 6  | 5  | 5  | 6  | 6  | 6  | 6  | 7  | 6  | 5  | 5  | 6  | 6  | 6  | 7  | 7  | 7  | 8  | 8  | 8  | 7  | 8  | 6  | 8  | 8  | 0                          | 0                            |
| Monaghan United           | 7  | 8  | 9  | 10 | 10 | 11 | 12 | 12 | 12 | 12 | 12 | 12 | 12 | 12 | 12 | 12 | 12 | 12 | 12 | 12 | 12 | 12 | 12 | 12 | 12 | 12 | 12 | 12 | 12 | 12 | 12 | 12 | 12 | 0                          | 27                           |

### Meilleurs buteurs
L'écossais des Shamrock Rovers Gary Twigg termine meilleur buteur du championnat avec 22 buts,. C'est la troisième fois qu'il remporte ce classement après 2009 et 2010. Il devance de huit buts le deuxième au classement l'anglais des Sligo Rovers Danny North auteur de 14 buts. Le troisième est l'irlandais Jason Byrne des Bray Wanderers avec 13 buts.
| Rang | Nom            | Équipe                    | Buts |
| ---- | -------------- | ------------------------- | ---- |
| 1    | Gary Twigg     | Shamrock Rovers           | 22   |
| 2    | Danny North    | Sligo Rovers              | 14   |
| 3    | Jason Byrne    | Bray Wanderers            | 13   |
| 4    | Christy Fagan  | St. Patrick's Athletic FC | 12   |
| -    | Declan O'Brien | Drogheda United           | 12   |
| 6    | Philip Hughes  | Shelbourne FC             | 11   |
| -    | Vinny Sullivan | Cork City FC              | 11   |
| 8    | Mark Quigley   | Sligo Rovers              | 10   |
| -    | David McDaid   | Derry City FC             | 10   |

## First Division

### Classement
| Rang | Équipe                 | Pts | J  | G  | N | P  | Bp | Bc | Diff |
| ---- | ---------------------- | --- | -- | -- | - | -- | -- | -- | ---- |
| 1    | Limerick Football Club | 62  | 28 | 20 | 2 | 6  | 51 | 20 | +31  |
| 2    | Waterford United       | 58  | 28 | 18 | 4 | 8  | 48 | 29 | +19  |
| 3    | Longford Town          | 50  | 28 | 15 | 5 | 8  | 42 | 33 | +9   |
| 4    | Wexford Youths         | 39  | 28 | 11 | 6 | 11 | 45 | 40 | +5   |
| 5    | Finn Harps             | 36  | 28 | 10 | 6 | 12 | 40 | 43 | -3   |
| 6    | Athlone Town           | 29  | 28 | 8  | 5 | 15 | 25 | 41 | -16  |
| 7    | Mervue United          | 23  | 28 | 6  | 5 | 17 | 34 | 49 | -15  |
| 8    | SD Galway              | 20  | 28 | 5  | 5 | 18 | 23 | 51 | -28  |

| Légende : Qualifications et relégations | Légende : Qualifications et relégations           |
| --------------------------------------- | ------------------------------------------------- |
|                                         | Monte en Premier Division                         |
|                                         | Barrages pour l'accession en Premier Division     |
|                                         | R : Reléguée de Premier Division N : Nouveau club |

### Résultats
| Résultats (▼dom., ►ext.)                                   | ATH | FIN | LIM | LON | MER | SDG | WAT | WEX |
| Athlone Town                                               |     | 2-0 | 0-1 | 1-2 | 2-1 | 2-1 | 1-4 | 0-1 |
| Finn Harps                                                 | 1-2 |     | 1-3 | 1-3 | 4-3 | 3-0 | 0-1 | 0-1 |
| Limerick FC                                                | 2-1 | 2-1 |     | 1-2 | 2-0 | 3-0 | 0-1 | 4-0 |
| Longford Town                                              | 2-1 | 1-3 | 0-2 |     | 4-2 | 1-0 | 3-2 | 1-0 |
| Mervue United                                              | 0-1 | 3-0 | 1-2 | 0-1 |     | 1-2 | 0-0 | 3-0 |
| SD Galway                                                  | 0-1 | 1-5 | 2-5 | 1-1 | 2-2 |     | 0-2 | 1-1 |
| Waterford United                                           | 0-0 | 0-2 | 3-1 | 0-2 | 3-1 | 1-0 |     | 4-0 |
| Wexford Youths                                             | 1-2 | 3-0 | 0-1 | 1-2 | 2-0 | 2-0 | 6-0 |     |
| - Victoire à domicile - Match nul - Victoire à l'extérieur |     |     |     |     |     |     |     |     |

| Résultats (▼dom., ►ext.)                                   | ATH | FIN | LIM | LON | MER | SDG | WAT | WEX |
| Athlone Town                                               |     | 1-1 | 0-1 | 1-1 | 0-3 | 2-0 | 2-3 | 0-3 |
| Finn Harps                                                 | 2-0 |     | 1-1 | 1-0 | 3-2 | 2-1 | 1-2 | 3-3 |
| Limerick FC                                                | 1-0 | 3-0 |     | 0-0 | 4-0 | 1-0 | 0-1 | 1-3 |
| Longford Town                                              | 0-0 | 0-1 | 0-2 |     | 2-0 | 1-2 | 0-1 | 2-0 |
| Mervue United                                              | 2-0 | 1-1 | 0-3 | 4-5 |     | 0-0 | 0-2 | 0-0 |
| SD Galway                                                  | 3-0 | 2-0 | 0-1 | 1-3 | 2-1 |     | 0-1 | 2-2 |
| Waterford United                                           | 0-0 | 1-1 | 2-1 | 4-2 | 1-2 | 3-0 |     | 1-2 |
| Wexford Youths                                             | 4-2 | 2-2 | 1-3 | 1-1 | 1-2 | 4-1 | 1-2 |     |
| - Victoire à domicile - Match nul - Victoire à l'extérieur |     |     |     |     |     |     |     |     |

### Classement des buteurs
| Rang | Joueur        | Équipe           | Buts |
| ---- | ------------- | ---------------- | ---- |
| 1    | Danny Furlong | Wexford Youths   | 13   |
| .    | Kevin McHugh  | Finn Harps       | 13   |
| .    | Sean Maguire  | Waterford United | 13   |
| 4    | Tom Elmes     | Wexford Youths   | 11   |
| 5    | Shane Tracy   | Limerick FC      | 10   |
| .    | Rory Gaffney  | Limerick FC      | 10   |

## Matchs de barrage
Le premier tour des barrages oppose le deuxième au troisième de First League. Le vainqueur pourra ensuite défier l'équipe ayant terminé à la 11e place de la Premier League pour l'accession dans l'élite. Les dates du premier tour des barrages ont été fixées par la FAI le 8 octobre 2012.

### Premier tour
Waterford United ayant terminé à la deuxième place bénéficie de l'avantage du terrain lors du match retour.
| Premier tour, match aller | Longford Town | 0-2   | Waterford United      | Flancare Park                               |                                             |
| 20 octobre 2012           |               | (0-1) | White 1re · Burns 52e | Spectateurs : 550 Arbitrage : Kevin O'Regan | Spectateurs : 550 Arbitrage : Kevin O'Regan |
| 20 octobre 2012           | Rapport       |       |                       | Spectateurs : 550 Arbitrage : Kevin O'Regan | Spectateurs : 550 Arbitrage : Kevin O'Regan |

| Premier tour, match retour | Waterford United | 1-1   | Longford Town | Regional Sports Centre     |                            |
| 26 octobre 2012            | Higgins 9e       | (1-0) | Kirby 90e     | Arbitrage : Keith Callanan | Arbitrage : Keith Callanan |
| 26 octobre 2012            | rapport          |       |               | Arbitrage : Keith Callanan | Arbitrage : Keith Callanan |

Waterford remporte le premier tour de barrage sur le score global de 3 buts à 1 et se qualifie pour le tour suivant.

### Barrage de promotion/relégation
La mise en place du match de barrage se fait par tirage au sort. Celui-ci décide que le vainqueur du premier tour, Waterford United, hérite de l'avantage du terrain lors du match retour au cours de la confrontation contre le Dundalk Football Club. Le match aller se déroule donc à Oriel Park le 30 octobre 2012.
| Barrage, match aller | Dundalk FC                  | 2-2   | Waterford United      | Oriel Park                                      |                                                 |
| 30 octobre 2012      | Shannon 22e · McDonnell 75e | (1-0) | Phelan 49e · Ryan 60e | Spectateurs : 1 500 Arbitrage : Paul McLaughlin | Spectateurs : 1 500 Arbitrage : Paul McLaughlin |
| 30 octobre 2012      | Rapport                     |       |                       | Spectateurs : 1 500 Arbitrage : Paul McLaughlin | Spectateurs : 1 500 Arbitrage : Paul McLaughlin |

| Barrage, match retour | Waterford United | 0-2   | Dundalk FC     | Regional Sports Centre                         |                                                |
| 2 novembre 2012       |                  | (0-1) | Rafter 45e 69e | Spectateurs : 2 728 Arbitrage : Pádraig Sutton | Spectateurs : 2 728 Arbitrage : Pádraig Sutton |
| 2 novembre 2012       | Rapport          |       |                | Spectateurs : 2 728 Arbitrage : Pádraig Sutton | Spectateurs : 2 728 Arbitrage : Pádraig Sutton |

Dundalk FC remporte le barrage en battant Waterford United sur le score de 4-2 sur l'ensemble des deux matchs. Le club se maintient ainsi en Premier League pour la saison 2013. Le 8 novembre 2012, Waterford dépose auprès de la fédération irlandaise un appel demandant le déclassement de Dundalk. Le club du sud de l'Irlande argue que Michael Rafter, auteur des deux buts lors du match retour, ne devait pas être qualifié pour la rencontre comme du reste de la totalité du championnat.

## Bilan de la saison
| Championnat d'Irlande de football 2012                       |                                       |
| Champion                                                     | Sligo Rovers Football Club (3e titre) |
| Coupes et trophées                                           |                                       |
| Vainqueur de la Coupe d'Irlande 2012                         | Derry City Football Club              |
| Vainqueur de la Coupe de la Ligue d'Irlande de football 2012 | Drogheda United Football Club         |
| Qualifications continentales                                 |                                       |
| Ligue des champions de l'UEFA 2013-2014                      | Sligo Rovers Football Club            |
| Ligue Europa 2013-2014                                       | Drogheda United                       |
| Ligue Europa 2013-2014                                       | St. Patrick's Athletic FC             |
| Ligue Europa 2013-2014                                       | Derry City Football Club              |
| Promotions et relégations                                    |                                       |
| Promus en Premier Division                                   | Limerick Football Club                |
| Relégués en First Division                                   | Monaghan United                       |